# USS Sutton (DE-771)
USS Sutton (DE-771) là một tàu hộ tống khu trục lớp Cannon từng phục vụ cùng Hải quân Hoa Kỳ trong Chiến tranh Thế giới thứ hai. Nó là chiếc tàu chiến duy nhất của Hải quân Hoa Kỳ được đặt cái tên này, theo tên Thiếu úy Hải quân Shelton B. Sutton Jr. (1919-1942), người từng phục vụ trên tàu tuần dương hạng nhẹ Juneau (CL-52) và đã tử trận trong trận Hải chiến Guadalcanal vào ngày 13 tháng 11, 1942. Nó đã phục vụ cho đến khi chiến tranh kết thúc, xuất biên chế năm 1948, rồi được chuyển cho Hải quân Cộng hòa Hàn Quốc năm 1956, và tiếp tục phục vụ như là chiếc ROCS Kang Won (F-72) cho đến năm 1977. Con tàu sau đó được chuyển cho Philippines để tháo dỡ làm nguồn phụ tùng.

## Thiết kế và chế tạo
Lớp Cannon có thiết kế hầu như tương tự với lớp Buckley dẫn trước; khác biệt chủ yếu là ở hệ thống động lực Kiểu DET (diesel electric tandem). Các động cơ diesel đặt nối tiếp nhau dẫn động máy phát điện để cung cấp điện năng quay trục chân vịt cho con tàu. Động cơ diesel có ưu thế về hiệu suất sử dụng nhiên liệu, giúp cho lớp Cannon cải thiện được tầm xa hoạt động, nhưng đánh đổi lấy tốc độ chậm hơn.
Vũ khí trang bị bao gồm ba pháo 3 in (76 mm)/50 cal trên tháp pháo nòng đơn có thể đối hạm hoặc phòng không, một khẩu đội pháo phòng không Bofors 40 mm nòng đôi và tám pháo phòng không Oerlikon 20 mm. Vũ khí chống ngầm bao gồm một dàn súng cối chống tàu ngầm Hedgehog Mk. 10 (có 24 nòng và mang theo 144 quả đạn); hai đường ray Mk. 9 và tám máy phóng K3 Mk. 6 để thả mìn sâu. Con tàu vẫn giữ lại ba ống phóng ngư lôi Mark 15 21 inch (533 mm). Thủy thủ đoàn đầy đủ bao gồm 15 sĩ quan và 201 thủy thủ.
Cái tên Sutton thoạt tiên được đặt cho chiếc DE-286, một tàu hộ tống khu trục lớp Rudderow nguyên mang tên William C. Cole. Tuy nhiên kế hoạch chế tạo bị hủy bỏ vào ngày 12 tháng 3, 1944, nên cái tên được đặt lại cho chiếc DE-771.
Sutton (DE-771) được đặt lườn tại xưởng tàu của hãng Tampa Shipbuilding Company ở Tampa, Florida vào ngày 23 tháng 8, 1943. Nó được hạ thủy vào ngày 6 tháng 8, 1944, được đỡ đầu bởi bà Shelton B. Sutton, Sr., mẹ Thiếu úy Sutton, và nhập biên chế cùng Hải quân Hoa Kỳ vào ngày 22 tháng 12, 1944 dưới quyền chỉ huy của Hạm trưởng, Đại úy Hải quân Thomas William Nazro.

## Lịch sử hoạt động

### USSSutton
Sau khi hoàn tất việc trang bị, Sutton lên đường vào ngày 12 tháng 1, 1945 cho chuyến đi chạy thử máy tại vùng biển phụ cận Bermuda, Tây Ấn, cho đến khi nó quay trở về Boston, Massachusetts vào ngày 14 tháng 2. Sau khi được sửa chữa sau thử máy tại Xưởng hải quân Boston và huấn luyện tại Casco Bay, Maine, con tàu được phân về Đội hộ tống 79 trực thuộc Đội đặc nhiệm 22.13, và lên đường đi Argentia, Newfoundland vào ngày 1 tháng 3. Đội hộ tống tiến hành tuần tra chống tàu ngầm ngoài khơi Newfoundland từ ngày 4 đến ngày 22 tháng 3, rồi quay trở về Casco Bay. Đến ngày 3 tháng 4, nó lại cùng đội hộ tống tuần tra canh phòng ngăn chặn tàu ngầm đối phương.
Sau khi chiến tranh chấm dứt tại Châu Âu, Sutton cùng với tàu hộ tống khu trục Neal A. Scott (DE-769) được cho tách khỏi nhiệm vụ tuần tra vào ngày 9 tháng 5 để tiếp nhận đầu hàng chiếc tàu ngầm U-boat Đức Quốc xã U-1228, vốn đã bày tỏ ý định đầu hàng, và được áp giải đến Casco Bay. Tuy nhiên, Sutton được cho tách ra để tiếp nhận đầu hàng chiếc U-234, và đã bắt gặp con tàu đối phương hai ngày sau đó, và bắt đầu áp giải chiếc U-boat trở lại cảng Hoa Kỳ. Vào ngày 15 tháng 5, nó đưa một đội đổ bộ 15 người lên U-234 để vận hành chiếc tàu ngầm, đồng thời áp giải 37 tù binh lên Sutton. Điểm đến của chuyến đi được thay đổi đến Portsmouth, New Hampshire, nơi con tàu cùng với U-234 cặp cảng vào ngày 19 tháng 5. Chiếc tàu ngầm và số tù binh Đức được bàn giao cho một đại diện của Quân khu 1 Hải quân.
U-234 đã khởi hành từ Đức và hướng sang Nhật Bản vào giai đoạn cuối của cuộc xung đột tại Châu Âu. Số hàng hóa được vận chuyển trên tàu bao gồm một máy bay phản lực Messerschmitt Me 262 được tháo rời, nhiều bản vẽ thiết kế kỹ thuật quân sự tiên tiến, hai nhà khoa học Nhật Bản và hai sĩ quan cao cấp Đức, trong đó có tướng Ulrich Kessler của Không quân Đức; hai người Nhật đã tự sát khi biết tin con tàu sẽ đầu hàng lực lượng Đồng Minh. Một thông tin khác được chính phủ Hoa Kỳ giữ kín trong nhiều năm và chỉ được giải mật gần đây cho biết: chiếc tàu ngầm còn chở theo một lượng đáng kể quặng uranium oxide, được làm giàu từ chương trình phát triển vũ khí nguyên tử của Đức, và được chuyển cho những nỗ lực chế tạo vũ khí cuối cùng của Nhật Bản. Số vật liệu quý báu này được chuyển cho Chương trình Manhattan, và có thể đã có mặt trong Little Boy, quả bom nguyên tử từng được ném xuống Hiroshima. Sutton lên đường đi New York hai ngày sau đó và ở lại đây cho đến đầu tháng 6.
Sutton cùng Đội hộ tống 79 rời New York vào ngày 10 tháng 6 để đi Jacksonville, Florida, đến nơi vào ngày 14 tháng 6. Nó đi xuống phía Nam để bắt đầu hoạt động ngoài khơi Mayport, Florida, tham gia cùng tàu sân bay hộ tống Guadalcanal (CVE-60) để hoạt động huấn luyện chuẩn nhận phi công hoạt động trên tàu sân bay, cho đến khi Nhật Bản chấp nhận đầu hàng vào ngày 15 tháng 8, giúp kết thúc chiến tranh tại Viễn Đông. Nó rời Mayport vào ngày 29 tháng 8 để đi đến Xưởng hải quân Charleston, Charleston, South Carolina, nơi công việc đại tu được thực hiện và kéo dài cho đến hết tháng 9. Con tàu đi đến Norfolk, Virginia, từ ngày 5 đến ngày 18 tháng 10, rồi lên đường hướng sang vịnh Mexico. Con tàu có mặt tại New Orleans, Louisiana từ ngày 23 tháng 10 đến ngày 6 tháng 11.
Sau khi quay trở về Norfolk, Sutton hoạt động từ căn cứ này cho đến mùa Thu năm 1947, khi nó chuyển đến New York để chuẩn bị ngừng hoạt động. Chiếc tàu hộ tống khu trục được cho xuất biên chế vào tháng 9, 1947 và được đưa về Hạm đội Dự bị Đại Tây Dương. Sang năm 1948, nó được kéo đến Florida và tiếp tục nằm trong thành phần dự bị tại Green Cove Springs, Florida.

### ROKSKang Won
Sau gần chín năm bị bỏ không trong hạm đội dự bị, Sutton được chuyển cho Hàn Quốc vào ngày 2 tháng 2, 1956, trong khuôn khổ Chương trình Viện trợ Quân sự. Tên nó được cho rút khỏi danh sách Đăng bạ Hải quân Hoa Kỳ vào ngày 15 tháng 11, 1974,  và con tàu phục vụ cùng Hải quân Cộng hòa Hàn Quốc như là chiếc ROKS Kang Won (F-72)  cho đến khi ngừng hoạt động vào ngày 28 tháng 12, 1977. Nó được kéo đến Philippines để tháo dỡ làm nguồn phụ tùng cho các tàu còn hoạt động.

## Phần thưởng
Nguồn: Navsource Naval History
|  |  |

| Huân chương Chiến dịch Hoa Kỳ | Huân chương Chiến thắng Thế Chiến II |